# Lista turystycznych jaskiń Słowacji
Obecnie na Słowacji istnieje 20 jaskiń, które są przystosowane dla ruchu turystycznego (posiadają odpowiednią infrastrukturę lub prowadzi przez nie szlak turystyczny). Większość z nich znajduje się w Krasie Słowackim (5) i w Niżnych Tatrach (4); pozostałe w Tatrach (2), Kotlinie Liptowskiej (2), a także na pograniczach Kotliny Górnonitrzańskiej i Gór Stażowskich (2) i po jednej w Małych Karpatach, Rudawach Słowackich, na pograniczach oraz Wielkiej Fatry i Gór Kremnickich. W większości jaskiniami zarządza Zarząd Jaskiń Słowackich (sł.: Správa slovenských jaskýň (SSJ).

## Turystyczne jaskinie Słowacji
1. Jaskinia Benedyktowa
2. Jaskinia Bielska (Zbocza Kobylego Wierchu – Tatry Bielskie)
3. Jaskinia Brestowska – (Tatry Zachodnie)
4. Bojnicka Jaskinia Zamkowa – (pogranicze Kotliny Górnonitrzańskiej i Gór Stażowskich)
5. Demianowska Jaskinia Lodowa (Niżne Tatry)
6. Demianowska Jaskinia Wolności (Niżne Tatry)
7. Dobszyńska Jaskinia Lodowa (Słowacki Raj) (wpisana na Listę Światowego Dziedzictwa Unesco (2000) rok.
8. Domica (Kras Słowacki) (wpisana na Listę Światowego Dziedzictwa Unesco (1995) rok.
9. Driny (Małe Karpaty)
10. Jaskinia Gombasecka (Kras Słowacki) (wpisana na Listę Światowego Dziedzictwa Unesco (1995) rok
11. Jaskinia Harmaniecka (Dolina Harmaniecka – pogranicze Wielkiej Fatry i Gór Kremnickich)
12. Jaskinia Jasowska (Kras Słowacki) (wpisana na Listę Światowego Dziedzictwa Unesco (1995) rok
13. Jaskinia Krasnogórska (Kras Słowacki)
14. Jaskinia Martwych Nietoperzy (Niżne Tatry)
15. Jaskinia Prepozyta – (pogranicze Kotliny Górnonitrzańskiej i Gór Stażowskich)
16. Jaskinia Staniszowska Mała (Niżne Tatry)
17. Ochtyńska Jaskinia Aragonitowa (Rudawy Słowackie) (wpisana na Listę Światowego Dziedzictwa Unesco (1995) rok.
18. Silická ľadnica (Kras Słowacki)
19. Jaskinia Ważecka (Kotlina Liptowska)
20. Jaskinia Zła Dziura (Kotlina Liptowska)